# Даринка Павловић
Даринка Дара Павловић — Плава, Вера (Белановица, код Љига, 18. септембар 1921 — Јајинци, код Београда, 25. мај 1943), учесница Народноослободилачке борбе.

## Биографија
Рођена је 18. септембра 1921. године у селу Белановици, код Љига. Њен отац Драгомир је био поштански службеник, па је касније био премештен у Београд, где се Дарника школовала. Завршила је Трговачку академију, а пред Други светски рат се уписала на Економско комерцијалну високу школу (данас Економски факултет).
Још као ученица Трговачке академије прикључила се револуционарној средњошколској омладини и постала члан Савеза комунистичке омладине Југославије (СКОЈ). Револуционаром покрету ступила је под утицајем своје старије сестре Дринке. Веома брзо се истакла својим радом у покрету, а школске 1939/40. године била је изабрана у чланство средњошколског руководства СКОЈ-а у Београду. Поред ње, у овом руководству су се налазили и Исак Еди Давичо, студент филозофије; Вукашин Мићуновић, студент филозофије; Радован Брацо Белић, приватни ученик; Јован Марјановић, студент технике; Блаженка Мимица, студент филозофије; Павле Паја Капичић, студент технике и Боса Радовић, студент филозофије. У чланство илегалне Комунистичке партије Југославије (КПЈ) примљена је 1940. године и учествовала је у свим акцијама које је Партија организовала у Београду уочи почетка рата.
После Априлског рата и окупације Београда, 1941. године активно је учествовала у организовању Народноослободилачког покрета у граду. Организовала је омладинске ударне групе за диверзантске акције, у којима је и сама учествовала. Приликом једне диверзантске акције у којој су паљени немачки камиони у Златиборској улици, једва је избегла хапшење, али је полиција успела да зароби њену ташну у којој се налазила легитимација.
После овага, прешла је у илегалност и једно време је остала тајно у Београду, а потом је у августу била упућена на терен у Ваљевски партизански одред. У одреду је обављала курирске дужности и одржавала је везу између одреда и ваљевске партијске организације. Веома се истакла за време немачке блокаде Ваљева, када је неометано одржавала курирску везу. У току јесени 1941. године, обављала је и дужности курира Покрајинског комитета КПЈ за Србију и често путовала по централној Србији одржавајући везе са партијским организацијама и партизанским одредима.
После Прве непријатељске офанзиве и повлачења главнине партизанских јединица у Санџак, децембра 1941. године, Даринка је као курир Врховног штаба НОПО Југославије била упућена из Нове Вароши у западну Србију, са задатком да успостави везу са Ваљевским партизанским одредом, који су остао у Србији. На овом задатку, Даринка је марта 1942. године возом путовала ка Лазаревцу, али ју је тада препознао један четник и у селу Барошевац ухапсио. Потом је била доведена у Лазаревац, где је предата полицији. Три месеца је провела у затвору у Лазаревцу, а потом је на захтев Специјалне полиције била пребачена у Бањички логор.
У логору се сусрела са својом старијом сестром Дринком, која је била ухапшена у Нишу, априла исте године. Обе сестре Павловић стрељане су у мају 1943. године на стратишту у Јајинцима. Дринка је стрељана 14, а Даринка 25. маја. Стрељана је заједно са Ђуком Динић, Милицом Радулашки, Лепом Лајош-Вујошевић, Лепосавом Митровић и другим логорашицама.
Указом Председништва АВНОЈ-а постхумно је 6. јула 1945. одликована Орденом заслуга за народ другог реда,
После ослобођења, у родном селу Белановици им је подигнут заједнички споменик, а 1953. године Даринкина сестра Дринка је проглашена за народног хероја.